# غريفيث جنكينز غريفيث
غريفيث جنكينز غريفيث (بالإنجليزية: Griffith Jenkins Griffith) (و. 1850 – 1919 م) هو صحفي ويلزي، توفي في لوس أنجلوس، عن عمر يناهز 69 عاماً.